# キューバッハ
キューバッハ (ドイツ語: Kühbach) はドイツ連邦共和国バイエルン州シュヴァーベン行政管区のアイヒャッハ＝フリートベルク郡に属す市場町で、キューバッハ行政共同体の本部所在地である。

## 地理
キューバッハはアウクスブルク開発計画地域に位置する。

### 自治体の構成
この町は、公式には17の地区 (Ort) からなる。このうち小集落や孤立農場などを除く集落を以下に列記する。
| - グロースハウゼン - ハスラングクライト - キューバッハ - オーバーシェーンバッハ - パール | - ラーダースドルフ - シュトッケンザウ - ウンターベルンバッハ - ウンターシェーンバッハ - ヴィンデン |

## 歴史
1011年頃にゼムプト＝エーバースベルク伯アーダルベーロとその妻ヴィルトブルクによってキューバッハにベネディクト会のキューバッハ修道院が設立された（この修道院は1803年に廃止された）。市場町キューバッハはバイエルン選帝侯領のミュンヘン会計局およびアイヒャッハ裁判所に属した。キューバッハは固有の自治権を持つ市場開催権を有していた。バイエルンの行政改革に伴う1818年の市町村令により現在の自治体が成立した。1972年になって初めてこの町はシュヴァーベン行政管区の管理下に置かれた

### 人口推移
- 1970年 2,575人
- 1987年 3,165人
- 2000年 3,776人

## 行政
町長は、カール＝ハインツ・ケルシャー (Ortsgemeinschaft Kühbach) である。
キューバッハの町議会は16議席で、これに議長を務める町長が加わる。

## 文化と見所
- 城館
- 新しいスポーツ施設（カーリング場）
- ラーダースホーファー水浴場（休暇施設）
- シュロの古木

## 経済と社会資本

### 教育
- 国民学校 1校

## 引用
1. ↑  https://www.statistikdaten.bayern.de/genesis/online?operation=result&code=12411-003r&leerzeilen=false&language=de Genesis-Online-Datenbank des Bayerischen Landesamtes für Statistik Tabelle 12411-003r Fortschreibung des Bevölkerungsstandes: Gemeinden, Stichtag (Einwohnerzahlen auf Grundlage des Zensus 2011)
2. ↑  Bayerische Landesbibliothek Online